# Ladrillar
Ladrillar (extremadurai nyelven El Adrillal) település Spanyolországban, Cáceres tartományban. Ladrillar Caminomorisco, Nuñomoral, Casares de las Hurdes, Serradilla del Llano, Monsagro, La Alberca és Herguijuela de la Sierra községekkel határos. Lakosainak száma 185 fő (2024).

## Népesség
A település népessége az elmúlt években az alábbi módon változott:
| Lakosok száma | 307  | 275  | 249  | 228  | 210  | 197  | 217  | 201  | 185  | 185  |
|               | 2001 | 2004 | 2006 | 2009 | 2011 | 2014 | 2016 | 2019 | 2021 | 2024 |